# Oussama Lamlioui
Oussama Lamlioui (en arabe : أسامة المليوي), né le 2 janvier 1996 à Casablanca au Maroc, est un footballeur marocain évoluant au poste d'attaquant au sein du club marocain du RS Berkane.

## Biographie
Oussama Lamlioui est formé au TAS de Casablanca, au Maroc. Il fait ses débuts professionnels en 2019 et marque un but en quart de finale de Coupe du Trône contre l'Ittihad de Khémisset (victoire, 4-2) et deux buts en finale de cette même compétition contre le Hassania d'Agadir (victoire, 2-1). Le 13 novembre 2020, il signe un contrat de deux ans au Chabab Mohammedia.
Le 14 mars 2021, il inscrit son premier but en Botola Pro contre l'Ittihad de Tanger (défaite, 1-2). Le 11 avril, il marque un doublé contre l'Olympique de Safi avant de céder sa place à Hamza El Wasti à la 74e minute (victoire, 3-0). Le 30 avril, il arrache le match nul contre le Wydad de Casablanca en inscrivant un but à la 7e minute (match nul, 1-1).

## Palmarès

### En club
TAS de Casablanca
- Coupe du Trône (1) :
  - Vainqueur : 2019.

 RS Berkane
- Botola Pro (1) :
  - Champion : 2024-25
- Coupe de la confédération (1) :
  - Vainqueur : 2024-25

### Distinctions personnelles
- Meilleur buteur de la Coupe de la confédération 2024-2025 (5 buts).
- Vainqueur du trophée meilleur joueur du Championnat du Maroc saison 2024-2025.